# 海之韻公園

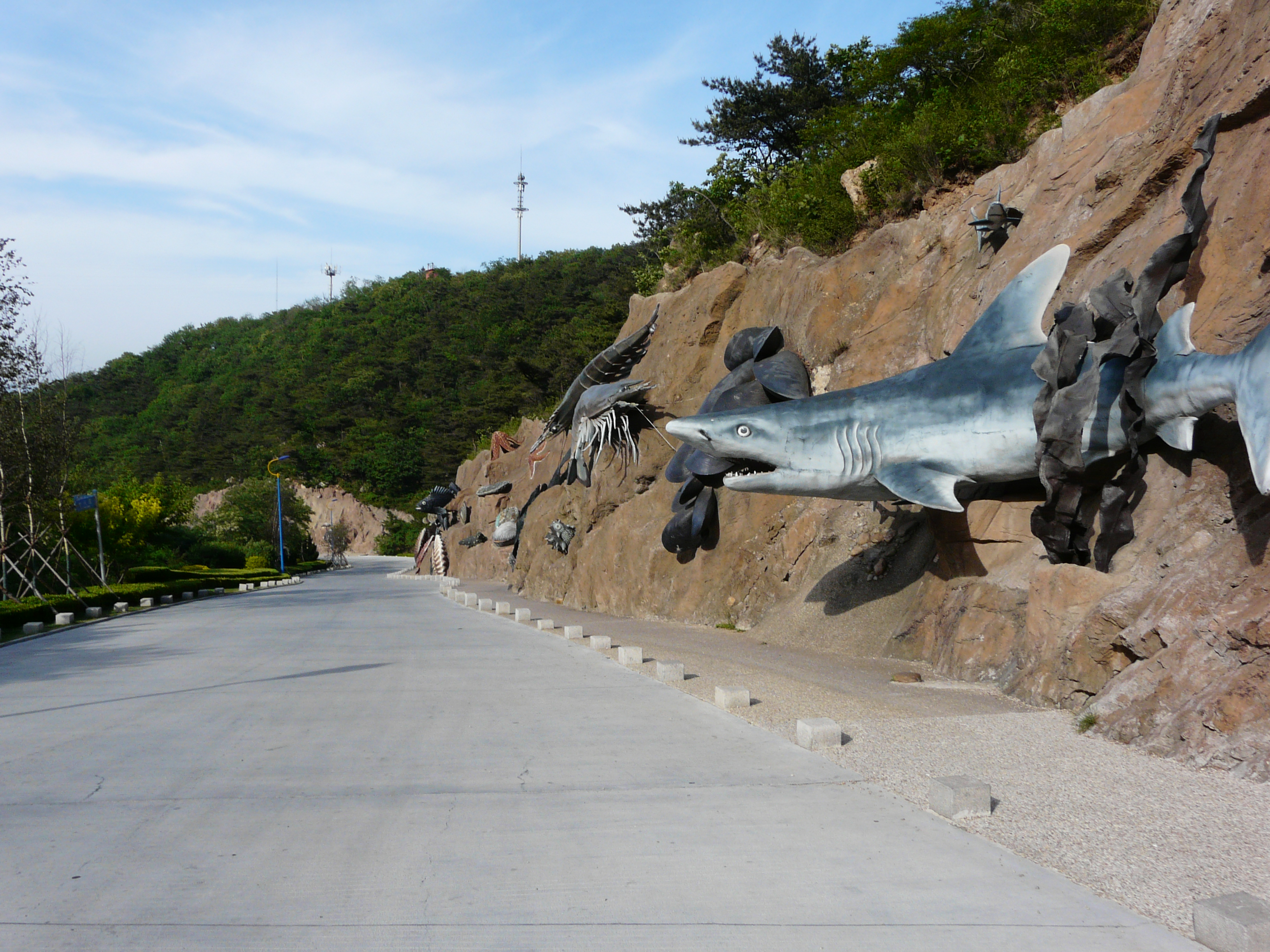
大連海浜路・迎客路の十八盤から海之韻公園の南入り口へ下る

海之韻公園（うみのいんこうえん、中国語: 海之韵公园）はもとの東海公園で、中国遼寧省大連市中山区にある公園である。

## 概要
海之韻公園は大連湾の入り口の南岸にあり、南西は景勝地・棒捶島海岸で、この公園は大連浜海路の東端の始点でもある。
海之韻公園は450ヘクタール以上の広さで、周遊ルートは7.6キロメートル、海の音広場には、18の彫像、急峻な斜面があり、西洋式模型船、様々な芸術彫刻、人工の滝などがある。 また、アザラシの池、自然のビーチもある。
海之韻公園は、以前は「東海公園」として知名度が高かったが、2005年7月6日に現在の名前に変更された。公園の北入口は「海の音広場」（海之韵广场）となっている。
2016年現在、公園の北側（大連湾側）はすでに埋め立てられて住宅地になり、公園もほぼ機能せず、東側（黄海側）にそこから棒捶島へ至る海岸散歩道があるだけになるようだ。

## 交通
北入口へは
- 大連地下鉄2号線の海之韻公園駅（海之韵站）
- 路面電車203路の海之韻公園 [3]

南入口へは
- タクシーか、バスと徒歩で迎客路から山峦街方面へ[4]

## 参照項目
- 大連市中山区